# Gravelshard
Gravelshard ist das gleichnamige Album des Quartetts von Luís Vicente, Vasco Trilla, John Hughes und Olaf Rupp. Die wohl um 2023 entstandenen Aufnahmen erschienen am 1. Juni 2024 auf Fonogram Unit.

## Hintergrund
Das frei improvisierende Quartett Gravelshard wurde 2022 von dem amerikanischen, in Hamburg lebenden Kontrabassisten John Hughes gegründet und besteht neben ihm und dem deutschen, in Berlin lebenden Gitarristen Olaf Rupp (sie haben bereits 2020 die Alben Plursathn und Audiosemantics aufgenommen) aus einem weiteren Duo, dem portugiesischen Trompeter Luís Vicente Vicente und dem spanischen Schlagzeuger und Perkussionisten Vasco Trilla (deren Duo-Album ist Made of Mis, erschienen auf 577 Records 2021; sie haben aber auch mit vielen anderen Bands zusammengearbeitet). Gravelshard war 2022/23 auf Tournee und hat zahlreiche Konzerte in Deutschland und den Niederlanden gespielt; das selbstbetitelte Album ist sein Debüt.
Diese Aufnahme wurde ermöglicht durch das „Zukunftsstipendium Musik“ des Landesmusikrates Hamburg.

## Titelliste
- Gravelshard: Gravelshard (PHONOGRAM UNIT PU24CD)[1]

1. Gravel 32:02
2. Shard 18:10

Die Kompositionen stammen von Luís Vicente, Vasco Trilla, Olaf Rupp und John Hughes.

## Rezeption

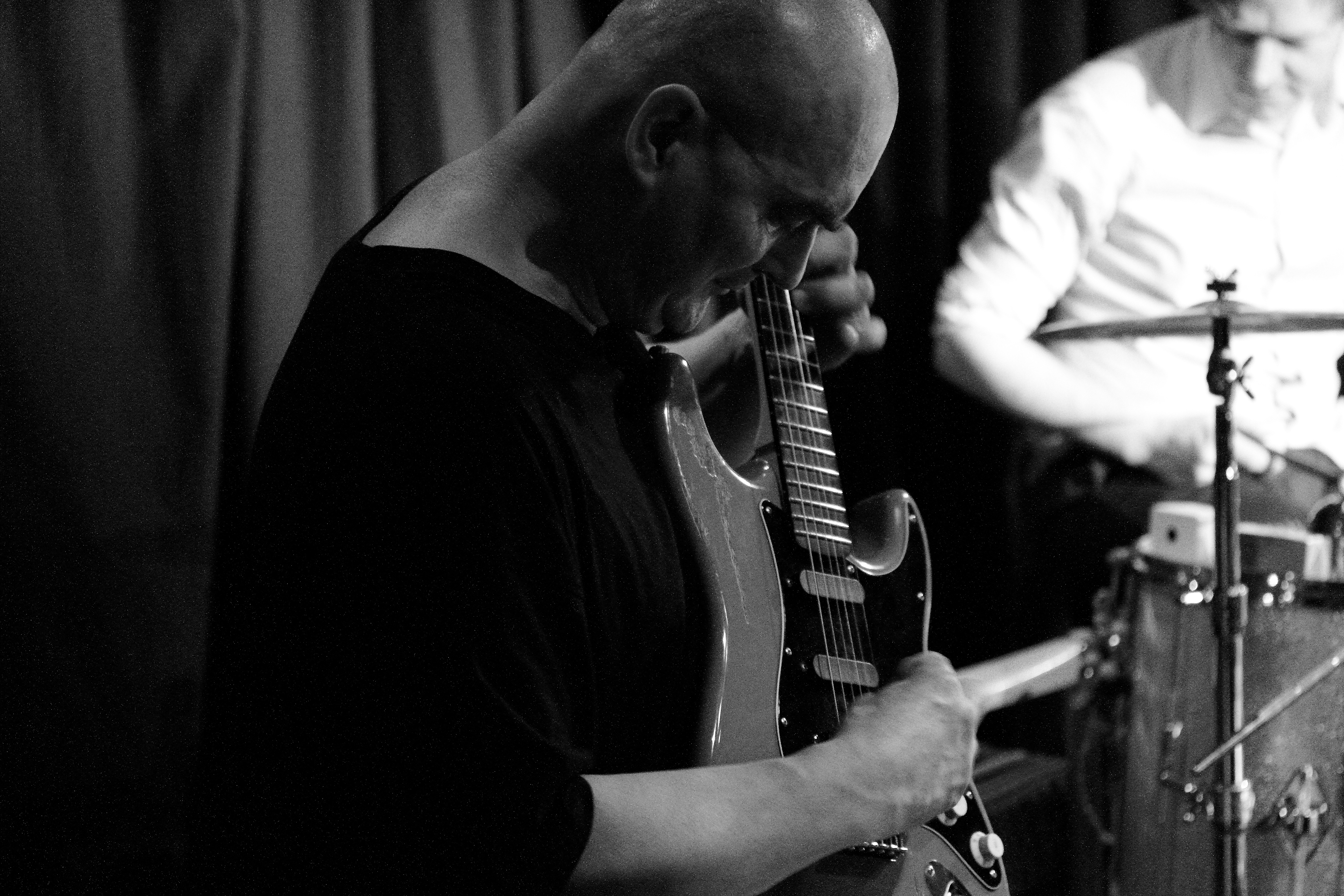
Olaf Rupp im club W71, Weikersheim 2015

Dieses Quartett biete vier verschiedene Klangsprachen und Improvisationsstrategien auf eine Weise, die interagieren und sich gegenseitig ergänzen oder Antagonismen bilden können, schrieb Eyal Hareuveni (Salt Peanuts). Die vier Musiker würden sich ständig neu anordnen und sich neu konfigurieren, um die akustische Wahrnehmung von Linearität, Vorder- und Hintergrund zu verschieben, ohne jemals zu stagnieren oder die Spannung des Augenblicks aufzulösen, und natürlich wendeten alle eine Reihe persönlicher Techniken wie ausgedehnte Bogenführung, Atmung und Schlaginstrumente an.
Rupps organisch fließende thematische Entwicklungen entstehen weder durch Zufall noch durch dominanten Willen, so Eyal Hareuveni. Die Breite und Wärme von Vicentes Klang spiegle den Ozean wider, Trillas vielseitiger und filmischer Ansatz zu seiner ausgedehnten Perkussion sei in der Musik von Gravelshard offensichtlich, und Hughes’ massiver Klang und seine grenzenlose Kreativität würden seine Bandkollegen inspirieren. Entsprechend dem Cover-Artwork von Cristina Marx stelle die Musik von Gravelshard ein unstrukturiertes und mysteriöses Zusammenspiel von Ensembles oder ein sich ständig veränderndes Kaleidoskop aus rätselhaften Texturen und fragmentierten melodischen Splittern dar. Diese Klangteppiche seien in eine andere Dimension von Zeit und Raum verwoben, erforderten jedoch aufmerksames Zuhören und große Geduld. Das Album sei einfach meisterhaft gelungen.